# シャルル・アレクサンドル・ダルザス・ド・エナン＝リエタール

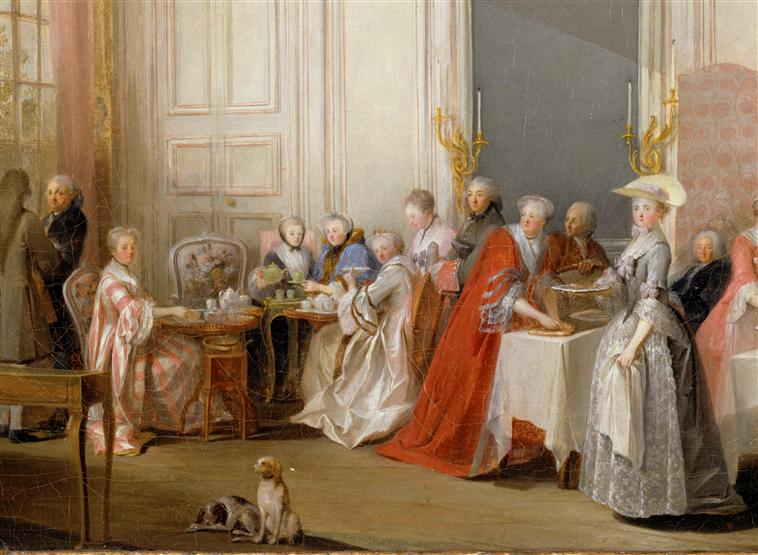

シャルル・アレクサンドル・マルク・マルスラン・ダルザス・ド・エナン＝リエタール（Charles Alexandre Marc Marcelin d'Alsace de Hénin-Liétard, 1744年7月13日 ブリュッセル - 1794年7月7日 パリ）は、ブルボン朝末期フランスの貴族・廷臣。エナン公の儀礼称号で呼ばれた。

## 生涯
第12代シメイ公アレクサンドル・ガブリエル・ジョゼフ・ダルザス＝エナン＝リエタール（1681年 - 1745年）と、トスカーナ副王マルク・ド・ボーヴォー＝クラン公爵の娘ガブリエル（1708年 - 1758年）の間の末子。サン＝ジャック＝ド＝クーデンベルグ大聖堂で洗礼を受けた。伯父トマ・フィリップはメヘレン大司教だった。
1766年9月29日、エティエンヌ・ギノー・ド・モンコンセイユ侯爵の娘アデライード＝フェリシテ＝アンリエット（1750年 - 1824年）と結婚。結婚を通じ軍事大臣ラ・トゥール・デュ・パン侯爵と義兄弟となった。妻はエナン公の兄嫁シメイ夫人の紹介を通じ、王妃マリー・アントワネットの女官の1人に取り立てられた。近衛連隊所属の騎兵大尉の肩書を有した。
エナン公はオペラ歌手ソフィー・アルヌーと不倫、妻の公妃はコワニー騎士（chevalier de Coigny）と不倫をしており、夫婦そろっての不貞は上流社交界の注目を浴びた。宮廷では、その儀礼称号をもじって「小人の公爵（デ・ナン公、le prince des nains）」のあだ名で呼ばれた。
フランス革命中は、カストラーヌ侯爵、ブロイ公爵、ディロン伯爵、サルム公らと共に、王妃を指導者と見なす王党派グループに所属した。このため反革命容疑でリュクサンブール監獄に収監され、「監獄の陰謀」を企てた嫌疑をかけられ、多くの囚人と一緒に死刑となった。
指定した相続人に先立たれていたエナン公の遺産処分はフランスの相続法に拠って行われたが、これは旧オーストリア領低地諸州にフランス相続法が適用された先駆例となった。
兄夫婦にも、エナン公夫婦にも子が無かったため、シメイ公位は姉の子フランソワ・ジョゼフ・ド・リケ・ド・カラマン伯爵に引き継がれた。

## 引用・脚注
1. ↑  Dictionnaire de la Noblesse, vol. 1, 3rd edition (Paris, 1863), col. 388. On Google Books.
2. ↑  P.-J. Niebes, Inventaire des archives de la Maison de Chimay. Château de Beaumont, search.arch.be (website of the State Archives (Belgium)). Accessed 4 June 2017.
3. 1 2  Hénin (Adélaïde-Félicité-Étiennette de Guinot de Monconseil, princesse d'), public database of the Centre de recherche du château de Versailles. Accessed 5 June 2017.
4. ↑  La Noblesse de Saintonge et d'Aunis convoquée pour les États-Généraux de 1789 (Paris, 1861), p. 74. (On Google Books)
5. ↑  Guillaume Imbert de Boudeaux, Recueil de lettres secrètes: année 1783, edited by Paule Adamy (Geneva, 1997), p. 70 n68. (On Google Books)
6. ↑  Marquis de Bombelles, Journal, vol. 1 (Geneva, 1977), p. 62.
7. 1 2  Mémoires de Mademoiselle Sophie Arnoult, edited by Etienne-Léon baron de Lamothe-Langon (Paris, 1837), p. 104.
8. ↑  Henry de Kock, Histoire des courtisanes célèbres (Paris ,1869), p. 247.
9. ↑  オリヴィエ・ブラン（フランス語版）（著）・小宮正弘（訳）『一五〇通の最後の手紙 フランス革命の断頭台から』P312、朝日新聞社、1989年。
10. ↑  Réimpression de l'Ancien Moniteur depuis la réunion des Etats-Généraux jusqu'au Consulat, Mai 1789 - Novembre 1799, vol. 20 (Paris, 1841), p. 192. (On Google Books.)
11. ↑  Recueil général des lois et des arrêts (Paris, 1842), p. 67.
12. ↑  Désiré Dalloz, Jurisprudence du XIXe siècle, vol. 12 (Brussels, 1830), pp. 138-141.